# Saint-Esprit
Saint-Esprit é uma comuna francesa no departamento ultramarino da Martinica. Estende-se por uma área de 23.46 km², e possui 9.660 habitantes, segundo o censo de 2018, com uma densidade de 410 hab/km².